# One Shot Disco Volume 1
One Shot Disco - The Definitive Discollection è la prima raccolta di musica dance degli anni '70, pubblicata in Italia dalla Universal su CD (catalogo 314 5 45256 2) e cassetta nel 1999, appartenente alla serie One Shot Disco della collana One Shot.
Raggiunge la posizione numero 12 nella classifica degli album in Italia, risultando il 114° più venduto durante il 1999.

## Il disco
Primo volume della serie One Shot Disco, complessivamente ne saranno pubblicati 6, tutti doppi. La copertina NON riporta alcuna indicazione né numero di "volume", che invece sarà ben visibile nelle pubblicazioni successive.

## I brani
- Love's Theme
Singolo strumentale del 1973 e brano dell'album Rhapsody in White (1974) eseguito dalla Love Unlimited Orchestra, creata dal musicista statunitense Barry White che è anche compositore del pezzo.
- Rock the Boat
Secondo singolo (1974) estratto dall'album Freedom For The Stallion del 1973 del gruppo statunitense Hues Corporation, composto dai cantanti Fleming Williams (solista nel brano), Bernard St. Clair Lee e Hubert Ann Kelly.
- I Love America
Singolo del 1978 e brano dell'album Got a Feeling (1978) del cantante svizzero Patrick Juvet.
- Can You Feel the Force?
Singolo del 1979 e brano dell'album Step Into Our World (1978) - ristampato l'anno successivo con il titolo Can You Feel the Force senza interrogativo finale - del gruppo vocale britannico The Real Thing, composto dai fratelli Edward 'Eddie' Amoo (voce solista) e Christopher 'Chris' Amoo, con  Ray Lake (voce in falsetto) e Dave Smith.
- Zodiacs
Singolo e brano dell'album Zodiac Lady del 1977 della cantante afroamericana Roberta Kelly.
- Keep on Jumpin'
Singolo e brano dell'omonimo album del 1978 per il progetto discografico "Musique" del produttore statunitense Patrick Adams, che prevedeva un gruppo di 5 soliste composto da: Christine Wiltshire, Angela Howell, Gina Taylor Pickens, Mary Seymour Williams e Jocelyn Brown.
- Let's All Chant
Singolo del 1977 e brano dell'omonimo album dell'anno successivo, del gruppo "Michael Zager Band" costituito dallo stesso Michael Zager (tastiere) e da Alvin Fields (voce)

## Tracce

### CD 1
1. The Love Unlimited Orchestra – Love's Theme (instrumental, album version) – 4:07 (musica: Barry White) – 1973, 1974
2. Village People – YMCA (album version) – 4:42 (testo: Victor Willis – musica: Jacques Morali, Henri Belolo) – 1978
3. Boney M. – Ma Baker (album version) – 4:35 (testo: Fred Jay – musica: Frank Farian, George Reyam) – 1977
4. Dan-I – Monkey Chop – 4:22 (Selmore Ezekiel Lewinson) – 1979
5. Patrick Hernandez – Born to Be Alive (maxi single version) – 5:53 (Patrick Hernandez) – 1979
6. Tina Charles – I Love to Love (but My Baby Loves to Dance) (single version) – 3:01 (testo: Jack Robinson – musica: James Bolden) – 1976
7. Earth, Wind & Fire – September – 3:35 (Maurice White, Albert McKay, Alta Willis) – 1978
8. Anita Ward – Ring My Bell (single version) – 3:34 (Frederick Knight) – 1979
9. Hues Corporation – Rock the Boat – 3:18 (Waldo 'Wally' Holmes) – 1974, 1973
10. Dee D. Jackson – Meteor Man – 4:49 (Gary Unwin, Patty Unwin, Dee D. Jackson) – 1978
11. Lipps Inc. – Funkytown (album version) – 7:45 (Steve Greenberg) – 1979
12. Patrick Juvet – I Love America – 5:47 (testo: Jacques Morali – musica: Patrick Juvet) – 1978
13. Santa Esmeralda – Don't Let Me Be Misunderstood / Esmeralda Suite – 16:09 (Gloria Caldwell, Sol Marcus, Bennie Benjamin / Don Ray, Howard Headburn, Arnett Cobb) – 1977

Durata totale: 71:37

### CD 2
1. Barry White – Let the Music Play (album version) – 6:15 (Barry White) – 1975, 1976
2. KC & the Sunshine Band – (Shake, Shake, Shake) Shake Your Booty – 3:05 (KC = Harry Wayne Casey) – 1976
3. Gloria Gaynor – I Will Survive (original LP version) – 4:49 (Dino Fekaris, Freddie Perren) – 1978
4. The Real Thing – Can You Feel the Force? – 4:05 (Chris Amoo, Eddie Amoo) – 1979
5. Roberta Kelly – Zodiacs – 4:59 (testo: Pete Bellotte – musica: Giorgio Moroder) – 1977
6. Andrea True Connection – What's Your Name, What's Your Number – 6:32 (Roger Cook, Bobby Wood) – 1977
7. Diana Ross – Upside Down – 4:05 (Bernard Edwards, Nile Rodgers) – 1980
8. Musique – Keep on Jumpin' – 5:37 (Patrick Adams, Kenneth Morris) – 1978
9. Amii Stewart – Knock on Wood – 3:50 (Eddie Floyd, Steve Cropper) – 1979
10. Michael Zager Band – Let's All Chant (maxi single version) – 6:59 (Michael Zager, Alvin Fields) – 1978
11. Donna Summer – I Feel Love – 5:51 (Giorgio Moroder, Pete Bellotte, Donna Summer) – 1977
12. Gibson Brothers – Cuba – 7:48 (testo: Daniel Vangarde Bangalter, Jean Kluger) – 1979
13. Meco (Domenico Monardo) – Star Wars Theme / Cantina Band (instrumental, maxi single version) – 7:34 (musica: John Williams) – 1977

Durata totale: 71:29